# No Name (Colorado)
No Name è un census-designated place (CDP) degli Stati Uniti d'America, situato nello stato del Colorado, nella contea di Garfield. Fa parte dell'area statistica micropolitana di Glenwood Springs e conta una popolazione di 117 persone, secondo il censimento del 2020. Il codice ZIP di Glenwood Springs (81601) copre anche No Name.

## Geografia
No Name si trova ad est di Glenwood Springs, fuori dall'uscita 119 della Interstate 70/U.S. Route 6 nel Glenwood Canyon. Prende il nome dal torrente No Name Creek e dal canyon No Name. La No-Name fu una delle imbarcazioni della spedizione di John Wesley Powell che nel 1869 ispezionò il fiume Colorado insieme ad altre imbarcazioni, tra cui Emma Dean, sorella di Kitty Clyde, e Maid of the Canyon. Il "No Name Tunnel" della I-70/U.S. 6 si trova nelle vicinanze. La cittadina è stata di frequente inclusa negli elenchi di luoghi con nomi inconsueti.
Il cartello di uscita di No Name è visibile nel film del 1971 Punto zero (Vanishing Point).
Il census-degisnated place di No Name ha un'area di 0,463 km², interamente costituiti da terra.

## Evoluzione demografica
Abitanti censiti